# Peter Collins
Peter John Collins (Kidderminster, Engleska, 6. studenog, 1931. – Bonn, Njemačka, 3. kolovoza, 1958.) je bivši britanski vozač automobilističkih utrka.

## Rezultati u Formuli 1
| Sezona | Momčad                                             | Šasija                         | Motor    | Utrke | Pobjede | Podiji | Bodovi | Plasman |
| ------ | -------------------------------------------------- | ------------------------------ | -------- | ----- | ------- | ------ | ------ | ------- |
| 1952.  | HW Motors                                          | HWM 52                         | Alta     | 7 (5) | 0       | 0      | 0      | -       |
| 1953.  | HW Motors                                          | HWM 53                         | Alta     | 4     | 0       | 0      | 0      | -       |
| 1954.  | G A Vandervell                                     | Vanwall Special                | Vanwall  | 2     | 0       | 0      | 0      | -       |
| 1955.  | Owen Racing Organisation Officine Alfieri Maserati | Maserati 250F                  | Maserati | 2     | 0       | 0      | 0      | -       |
| 1956.  | Scuderia Ferrari                                   | Ferrari 555 Lancia-Ferrari D50 | Ferrari  | 7     | 2       | 5      | 25     | 3.      |
| 1957.  | Scuderia Ferrari                                   | Lancia-Ferrari D50 Ferrari 801 | Ferrari  | 6     | 0       | 2      | 8      | 9.      |
| 1958.  | Scuderia Ferrari                                   | Ferrari Dino 246               | Ferrari  | 7     | 1       | 2      | 14     | 5.      |

## Pobjede

### Formula 1
| Rd | Sezona | Datum      | Velika nagrada      | Staza             | Momčad           | Šasija       | Motor               | Gume | Grid |
| -- | ------ | ---------- | ------------------- | ----------------- | ---------------- | ------------ | ------------------- | ---- | ---- |
| 1. | 1956.  | 3. lipnja  | VN Belgije          | Spa-Francorchamps | Scuderia Ferrari | Ferrari D50  | Ferrari DS50 V8 2.5 | E    | 3.   |
| 2. | 1956.  | 1. srpnja  | VN Francuske        | Reims-Gueux       | Scuderia Ferrari | Ferrari D50  | Ferrari DS50 V8 2.5 | E    | 3.   |
| 3. | 1958.  | 19. srpnja | VN Velike Britanije | Silverstone       | Scuderia Ferrari | Ferrari D246 | Ferrari 143 V6 2.4  | E    | 6.   |

### Ostale pobjede
Utrke Formule 1 koje se nisu bodovale za prvenstvo
1955.
- VII BRDC International Trophy

1957.
- VII Gran Premio di Siracusa
- X Gran Premio di Napoli

1958.
- X BRDC International Trophy

Ostale utrke
1949.
- Silverstone 100 Mile Race

1951.
- Goodwood Easter (Formula Libre)
- National Gamston (+1.95)
- National Croft
- National Gamston (+2.5/1.1s)

1952.
- 9 Hours of Goodwood

1953.
- RAC Tourist Trophy

1954.
- Whitsuntide Race
- WECC Trophy (Formula Libre)
- Woodcote Trophy

## Vanjske poveznice
- Collins na racing-reference.info

http://www.racingsportscars.com/driver/results/Peter-Collins-GB.html